# Bruna Surfistinha
Raquel Pacheco, conhecida pelo pseudônimo de Bruna Surfistinha (Sorocaba, 28 de outubro de 1984), é uma escritora, DJ, roteirista e empresária brasileira. Tornou-se figura de destaque na mídia nacional ao publicar, em um blog pessoal, relatos detalhados de seus atendimentos, atingindo mais de 50 000 leitores diários e suscitando amplo debate sobre trabalho sexual e uso de plataformas digitais para narrativas autobiográficas.
Raquel Pacheco trabalhou como prostituta e atriz de filmes pornográficos. Em 2005 publicou diariamente em um blog detalhes de sua vida na prostituição. Produziu roteiros cinematográficos atuou também em um longa metragem.
Publicou sua autobiografia, O Doce Veneno do Escorpião — O Diário de uma Garota de Programa, em que deu seu depoimento ao jornalista Jorge Tarquini, que escreveu esse livro, e o segundo, O que Aprendi com Bruna Surfistinha, que atingiu o posto de best-seller no Brasil.

## Infância e adolescência
Eu tinha uns 7 anos e acordei com o meu pai passando a mão no meu corpo. Me assustei, mas não tinha noção do que estava acontecendo...

Raquel Pacheco, Entrevista à Marie Claire em 2021
Raquel Pacheco nasceu em 28 de outubro de 1984, em Sorocaba, São Paulo. Ela foi fruto de uma violação sexual contra sua mãe biológica, que tentou realizar um aborto sem sucesso. Após um parto prematuro, a mãe biológica optou por abandonar a recém-nascida no hospital. Pacheco foi deixada em um orfanato e posteriormente adotada por uma família residente em São Paulo. Pacheco foi criada em um ambiente de classe média alta, com acesso à educação em colégios particulares. Sua mãe adotiva tinha pele clara, traços delicados e baixa estatura, enquanto seu pai adotivo era um advogado de 1,92 m com constituição robusta. A família incluía duas irmãs mais velhas e um irmão adotivo.
Aos cinco anos, Pacheco descobriu sua condição de adotada. Posteriormente relatou que essa revelação teve um impacto em sua percepção de identidade. Em 1991, aos sete anos, a família mudou-se para uma chácara em Araçoiaba da Serra, próximo a Sorocaba, após um acidente sofrido pelo pai adotivo que resultou em sequelas neurológicas. O incidente forçou-o a abandonar sua carreira no Direito. Em entrevistas posteriores, Pacheco revelou ter sofrido abuso sexual pelo pai adotivo aos sete anos.

Eu confundia uma proteção extrema com a falta de amor, e não era isso

Raquel Pacheco, reality da Rede Record A Fazenda.
Raquel conta que foi uma criança "extremamente mimada", afirmando que possuía todas as bonecas que desejava e que não ouvia a palavra "não", situação que mudou apenas na pré-adolescência. Durante sua epoca escolar, a atenção dos pais se manifestava principalmente quando ela obtinha notas baixas, enquanto bons desempenhos acadêmicos não recebiam elogios, sendo considerados uma obrigação.
No livro O Doce Veneno do Escorpião — O Diário de uma Garota de Programa, Raquel relata que durante a infância que apesar de brigas constantes com seu pai, jamais havia sofrido agressões físicas. O episódio que culminou na primeira punição física por parte de seu pai tem origem em um comportamento que ela descreve como vergonhoso, o furto,motivado pela adrenalina e pelo risco, e não pela necessidade. Com acesso fácil ao dinheiro que o pai, adoentado e com mobilidade reduzida, guardava em casa, passou a subtrair pequenas quantias para gastar em compras aleatórias. Utilizava o motorista da família, responsável por levá-la diariamente à escola em Sorocaba, para parar na padaria Real, onde alegava ter recebido ordens da mãe para adquirir algum produto.
Em 1995, aos 11 anos, a família retornou a São Paulo, instalando-se em um apartamento no bairro Paraíso. Pacheco ingressou no Colégio Bandeirantes, onde apresentou dificuldades para acompanhar o ritmo escolar.Durante a adolescência, Raquel  relata que viveu sob intensa superproteção dos pais adotivos, relata ter iniciado comportamentos que seus pais consideravam rebeldes, incluindo um episódio em que foi agredida pelo pai após admitir ter furtado joias da mãe, como frequentar festas sem permissão onde tive uma experiência homossexual com uma amiga durante. Aos 14 anos, começou a experimentar substâncias como maconha e cigarros, além de bebidas alcoólicas. As dificuldades escolares e os conflitos familiares se intensificaram nesse período.
Raquel relatou que, até então, era uma jovem extremamente medrosa e protegida, privada de experiências típicas da juventude, como sair com amigas ou namorar. O rigor dos pais em restringir sua liberdade foi decisivo para que ela tomasse a decisão de fugir de casa ainda na adolescência. Aos 17 anos, Pacheco deixou a residência familiar. Inicialmente viveu nas ruas de São Paulo antes de ingressar na prostituição, rejeitando a ideia de trabalhar em empregos formais que oferecessem salários baixos. Estabeleceu-se em um privé na Alameda Franca, nos Jardins, onde adotou o pseudônimo Bruna, que posteriormente se tornaria conhecido como Bruna Surfistinha.

## Prostituição
Um estranho me toca e quer transar sem camisinha... Depois de ele brincar de ginecologista comigo, enfiando seu dedo e cheirando para saber se estava 'tudo bem', me penetrou com camisinha...Acabei fazendo seis programas naquela tarde. Nunca mais voltei para casa. Nunca mais vi meus pais.

Raquel Pacheco, Autobiografia, 'O Doce Veneno do Escorpião'
A decisão que a levou a deixar o lar incluiu não querer depender de ninguém e ganhar seu próprio dinheiro. Ela não quis esperar se formar na universidade para começar a trabalhar, como seus pais desejavam. Depois de sair de casa, ela viveu nas ruas. Não querendo continuar assim e sem conseguir encontrar trabalho, ela viu o anúncio de um bordel nos classificados de jornal e passou a atuar como prostituta nele. Com o tempo, para suportar a dor e a humilhação de viver essa vida, ela tornou-se usuária de cocaína. Seu irmão descobriu sua nova vida e contou à família. Como resultado, a família deixou de falar com ela, o que ainda a entristece muito.
Como ela afirma em seu blog e em seu livro, no início ela trabalhou em um bordel de má qualidade, atendeu a clientes de perfil popular, chegando a realizar até quatro atendimentos diários. Após alguns anos nessa rotina atendendo homens, mulheres e casais, Raquel conseguiu economizar recursos suficientes para um tratamento psicoterápico e assim largar as drogas, conseguindo finalmente sair do estabelecimento. Alugando seu próprio apartamento, ela começou a atender clientes em bairros de alto padrão de São Paulo. Depois de três anos nessa atividade, ela declarou ter atendido 5.000 clientes ao longo desse períodomeçou aos 17 anos e encerrou em 2005, quando sua fama já era estratosférica.
Em entrevistas, afirmou que, no início de sua vida como prostituta, acreditava que exerceria a atividade por toda a vida, explicando que sua entrada na prostituição foi motivada pelo desejo de unir o prazer pessoal à busca por estabilidade financeira, já que apreciava o ato sexual e pretendia obter ganhos monetários a partir disso. Raquel exerceu a prostituição por três anos e descreveu a profissão com a frase “É uma difícil vida fácil”.

Os vários sacos fedidos que eu tive que cheirar... os bafos que eu tive que aturar... tem um monte, mesmo quem toma banho, não sei o que acontece. Isso foi bem nojento na época. Quando as pessoas falam de mim, dizem que eu tive sorte, quero ver fazer isso durante três anos

Raquel Pacheco, live em sua página no Instagram
Em uma entrevista concedida ao jornal Folha de S.Paulo em fevereiro de 2011, no contexto da estreia do filme Bruna Surfistinha, Raquel Pacheco expressou seu arrependimento por seu passado como trabalhadora sexual, afirmando que "não valeu a pena". Durante a conversa, Pacheco relatou as dificuldades e consequências negativas dessa etapa de sua vida, incluindo uma overdose e a experiência de atender a múltiplos clientes diariamente, o que afetou profundamente sua saúde física e emocional. Pacheco possui histórico de depressão psicótica desde a infância e, na vida adulta, foi diagnosticada com TDAH e transtorno de personalidade borderline. Apresentou episódios de dependência de psicotrópicos e, atualmente, adota terapias alternativas, como meditação, constelação familiar e práticas xamânicas, para manejo da ansiedade e insônia, relatos terapêuticos mencionam ideação suicida e períodos de isolamento social. Apesar de seu blog, onde narrava suas vivências, ter alcançado grande popularidade e derivado na publicação de um livro e na produção de um filme, ela manifestou que sua verdadeira aspiração era encontrar amor e aceitação, sentimentos que sentia ausentes em sua relação com seus pais adotivos.
Durante o período em que atuou como trabalhadora sexual, Raquel Pacheco relatou que continuava a atender clientes mesmo quando estava doente, com febre ou menstruada, uma vez que não existia a possibilidade de recusa imposta pela gestão da casa conhecida como Catetina. As mulheres eram obrigadas a trabalhar sob quaisquer condições físicas, e, durante o período menstrual, utilizavam algodão para conter o fluxo sanguíneo, de modo que os clientes não percebessem a situação. As cafetinas frequentemente pediam para que as profissionais economizassem o uso de roupa de cama. Em diversas ocasiões, foi obrigada a utilizar o mesmo lençol com vários clientes, mesmo quando já estava sujo de suor e lubrificante. Para contornar a falta de material limpo, os lençóis eram apenas secos ao sol no varal e reutilizados, prática que também se estendia às toalhas.
Raquel Pacheco relatou que alguns clientes tentaram tirá-la da prostituição. Um deles, um homem de mais de 60 anos, a conheceu quando ela tinha 19 e atuava no Brooklin, em São Paulo. Inicialmente, ele a ajudou a trabalhar em um flat e, depois, a convidou para seu apartamento, onde, após um encontro informal, propôs que ela morasse com ele, oferecendo pagar sua faculdade, academia e demais despesas, sem exigir que dormissem juntos. Raquel recusou, afirmando que não havia saído da casa dos pais para se tornar dependente de outra pessoa.
Durante sua atuação como trabalhadora sexual, Raquel Pacheco relatou ter desenvolvido uma personalidade que chamava de "Bruno", uma identidade masculina interna criada como mecanismo de defesa emocional para lidar com situações de dominação e práticas de natureza violenta ou degradante. Segundo suas memórias, "Bruno" surgia principalmente em atendimentos que envolviam clientes com preferências por práticas de sadomasoquismo, como o uso de saltos altos para caminhar sobre o corpo do cliente, agressões físicas controladas e a realização de fisting. Pacheco descreveu que, ao assumir essa postura masculina, sentia-se mais protegida e capaz de exercer domínio sobre as interações.

## Carreira

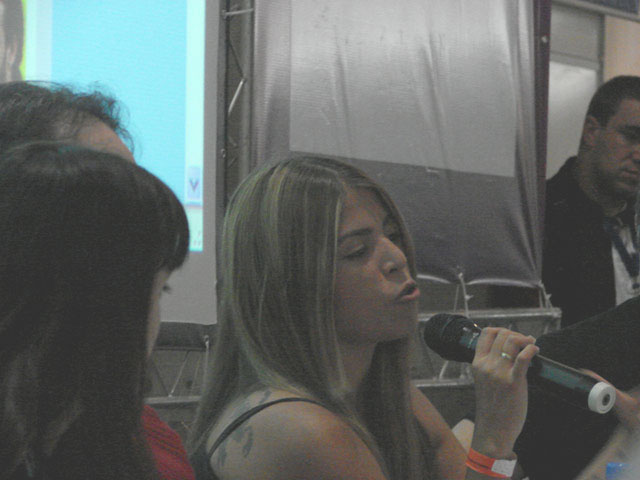
Raquel Pacheco no Campus Party 2009.

### Bruna Surfistinha
Em 2005, adotou o nome Bruna Surfistinha e lançou um blog no qual publicava, com linguagem direta e sem tabus, registros de suas experiências sexuais, preferências de clientes e reflexões sobre a própria profissão. O sucesso imediato do site, que atraía dezenas de milhares de visitantes por dia, chamou a atenção de editoras.
Raquel Pacheco,  tornou-se uma figura amplamente debatida na cultura brasileira contemporânea ao transformar sua experiência como garota de programa em conteúdo literário e midiático. Raquel criou um blog sob o nome Bruna Surfistinha, relatando sua rotina como garota de programa. O site atingiu cerca de dez mil visitas mensais, em que descrevia preferências e costumes de sua vida noturna de forma análoga aos diários adolescentes. Ainda em 2005, No livro O Doce Veneno do Escorpião, publicado em 2005, a autora relata sua trajetória desde a fuga da casa dos pais adotivos aos 17 anos até a consolidação de sua carreira como profissional do sexo, abordando episódios de sua vida com uma linguagem direta e frequentemente explícita. Inicialmente através de um blog, que ganhou notoriedade por apresentar narrativas de encontros com clientes e classificações sobre os mesmos, Bruna encontrou na internet um espaço de expressão e visibilidade, posteriormente transposto para o meio editorial.

#### Origem de seu apelido
Durante sua atuação como garota de programa, Raquel adotou o nome de guerra "Bruna", uma prática comum entre profissionais do sexo que preferem proteger suas identidades reais. A escolha desse nome marcou uma transformação em sua personalidade, a ponto de sentir que uma parte de Raquel havia morrido no momento em que Bruna surgiu. Essa mudança era tão profunda que parecia representar o nascimento de uma nova pessoa. Enquanto Raquel era reconhecida por sua timidez, Bruna exibia uma confiança como a criação de uma identidade alternativa pode funcionar como um mecanismo de dissociação e adaptação psicológica no exercício dessa profissão.
No livro O Doce Veneno do Escorpião, Raquel Pacheco, é relatada a origem de seu apelido artístico. Segundo a narrativa, durante o período em que trabalhava em uma casa de prostituição, um cliente teria solicitado um encontro com uma das trabalhadoras. Ao ser questionado sobre qual delas desejava, já que havia duas Brunas disponíveis, ele teria respondido que queria "a que parece uma surfistinha", em referência ao estilo físico e visual de Raquel, que remetia à imagem de jovens praticantes de surfe, com aparência bronzeada e cabelos loiros e descoloridos. A jovem Raquel teria gostado da comparação e, a partir de então, adotou o nome de Bruna Surfistinha, que posteriormente se tornaria sua marca registrada na mídia e na cultura popular brasileira.

#### Impacto entre crianças e adolescentes
Raquel  expressou preocupação com o alcance de sua fama entre crianças e adolescentes, relatando que se sente assustada ao ser abordada por jovens de 12 anos em eventos de autógrafos, temendo que sua trajetória possa incentivar a prostituição ou o rompimento de vínculos familiares, transmitindo a ideia equivocada de que tudo termina bem como ocorreu em sua experiência. Com 21 anos na época, Pacheco planejava incluir conselhos para os jovens em seu próximo livro, além de continuar narrando detalhes de suas experiências sexuais. Ela atribui a atração do público à curiosidade em relação ao universo da prostituição e à tentativa de compreender as motivações e a humanidade por trás de uma garota de programa, contexto em que sua fama começou por meio de um blog pessoal.

## Obras e adaptações
A publicação dos livros de Bruna Surfistinha, a adaptação de sua história para o cinema, sua participação em séries de televisão e sua atuação em produções adultas projetaram sua imagem no cenário midiático nacional. Suas obras, fundamentadas em experiências pessoais, têm sido objeto de análises acadêmicas que utilizam conceitos de Michel Foucault e Roland Barthes para discutir a construção da autoria e a relação entre autor, texto e identidade pública. A associação entre sua produção e a persona pública vinculada à temática do sexo contribui para a caracterização de seus trabalhos como relatos autobiográficos que se distanciam das convenções literárias tradicionais. O uso de um pseudônimo e a ênfase na linearidade narrativa, sem recursos estilísticos de ruptura, aproximam suas produções de registros confessionais e da literatura de autoajuda. As diferentes vozes presentes, autora-personagem, autora-real e narradora, bem como a circulação de sua imagem na mídia, evidenciam práticas discursivas que tensionam as fronteiras entre literatura, performance e representação midiática.

### Livros
Meu livro O Doce Veneno do Escorpião me proporcionou mais dinheiro que 3 anos na prostituição

Raquel Pacheco, Entrevista com Antônio Abujamra em 2016. 
Em 2005, sob os auspícios da fama do blog, foi publicado O Doce Veneno do Escorpião — O Diário de uma Garota de Programa, descrição não fictícia da vida como prostituta, escrita pelo jornalista Jorge Tarquini a partir de depoimentos de Raquel. A única página escrita pela própria Raquel é a última, quando anuncia ter deixado a prostituição. Ali, o leitor encontra descrições de uma jovem prostituta que entrou num mundo, segundo ela, desconhecido, mas que se lhe tornou rotineiro:
| “ | Transas enlouquecidas, surubas, muitos homens (e mulheres) diferentes por dia, noites quase sem fim. O que pode ser excitante para muitas garotas como eu, na efervescência dos vinte anos, para mim é rotina. É meu dia-a-dia de labuta. | ” |

O livro rapidamente entrou na lista dos mais vendidos, com sessões de autógrafos concorridas e lançamento em Portugal e na Espanha, totalizando cerca de 250 mil exemplares vendidos.
Nesta época, em 2006, no hall da fama de Raquel, ele chegou a fazer uma aparição pública no Programa do Jô. Em 27 de abril de 2006, o jornal americano The New York Times publicou um artigo sobre o fenômeno, intitulado, em tradução livre, Aquela que controla seu corpo pode irritar seus compatriotas, assinado por Larry Rohter. O artigo comenta a popularidade do livro de Raquel Pacheco no Brasil.
Em 2006, um segundo livro de Raquel, "O que Aprendi com Bruna Surfistinha", lançado pela mesma editora Panda Books com texto do mesmo jornalista Jorge Tarquini, alcançou vendagem de 18 mil exemplares, considerado bom para o mercado brasileiro.
No ano de 2007 é lançado o terceiro livro da série escrita por Raquel Pacheco, intitulado "Na cama com Bruna Surfistinha", na qual se tem material escrito especialmente para o público adulto, sendo que há inclusive a indicação etária na capa do mesmo.
Em 2012, sai "100 Dicas de sedução de Bruna Surfistinha", com cem dicas para os casais se divertirem e apimentarem a vida a dois.
Em 2021, lança o livro Autobiografia: Eterna Bruna Surfistinha, esta escrita totalmente por Raquel.

#### Livros relacionadas
- Surfistinha, Bruna (2005). O Doce Veneno do Escorpião: O diário de uma garota de programa 1ª ed. [S.l.]: Panda Books. 172 páginas. ISBN 8576950170
- Pacheco, Raquel (2006). O que aprendi com Bruna Surfistinha – Lições de uma vida nada fácil 1ª ed. [S.l.]: Panda Books. ISBN 8576950340
- Surfistinha, Bruna (2007). Na cama com Bruna Surfistinha 1ª ed. [S.l.]: Original LTDA. ISBN 9788588948617
- Moraes, Samantha (2006). Depois do Escorpião: uma História de Amor, Sexo e Traição 1ª ed. [S.l.]: Seoman. 120 páginas. ISBN 859890306X

### Cinematografia

#### DVD erótico
Em 2006, a produtora de filmes adultos Sexxxy lançou o DVD 3X com Bruna Surfistinha, no qual Raquel participa de três histórias pornográficas. Em entrevista ao Programa do Jô, Raquel relatou ter se arrependido de gravar o DVD, revelando ter recebido um cachê de apenas R$ 500,00, valor equivalente a quase três programas na época.

Filme

#### O filme
O filme baseado na história de Bruna foi aprovado pelo Ministério da Cultura para receber subvenção estatal. O título seria o mesmo de seu primeiro livro, O Doce Veneno do Escorpião, e captaria cerca de quatro milhões de reais por renúncia fiscal. O filme é dirigido por Marcus Baldini com argumento de Karim Aïnouz e Antonia Pellegrino e roteiro de José Carvalho, Homero Olivetto e Antonia Pellegrino e produzido pela produtora carioca TvZERO. A seleção do elenco começou em outubro de 2007, com a gravação do filme inicialmente prevista para 2008 e a estreia para abril de 2010. Quem interpreta Raquel no cinema é a atriz Deborah Secco. O primeiro teaser do filme foi divulgado dias 19 de julho de 2010. Posteriormente, o título foi alterado somente para Bruna Surfistinha, e foi um sucesso de bilheteria.
Em 2019, ela indica que há projetos para o lançamento de um novo filme, continuando o primeiro.

#### Série de televisão
Em 2016, foi anunciada a exibição de uma série de televisão baseada na vida de Bruna Surfistinha, sob o título "#MeChamaDeBruna" sendo exibido no canal de TV por assinatura Fox1. A produção foi uma parceria da Fox Brasil com a TV Zero, a produtora do filme de 2011. O papel principal foi interpretado pela atriz Maria Bopp.
Em junho de 2017, foi confirmado pela Fox o início das gravações da segunda temporada da série, que conta com a participação de Sérgio Malheiros e Maitê Proença.

#### Trabalhos na televisão
Em 2011, fez parte do elenco da quarta edição do reality show A Fazenda da RecordTV, e conquistou o terceiro lugar da competição.
| Ano  | Título    | Função                   | Notas       |
| ---- | --------- | ------------------------ | ----------- |
| 2011 | A Fazenda | Participante (3.º lugar) | Temporada 4 |

## Vida pessoal
Raquel Pacheco declarou-se bissexual e planeja concluir o ensino médio, ingressar no curso de Psicologia e constituir família. Foi casada com o empresário João Corrêa de Moraes, seu ex-cliente, dez anos mais velho, separando-se posteriormente por diferenças pessoais. Tive um relacionamento com Xico Santos, pai de suas filhas gêmeas Elis e Maria.
Quanto à adoção, não há documentação formal disponível e Pacheco manifestou interesse em identificar seus pais biológicos. Após tentativas de reaproximação com a família adotiva em 2012 e 2018, mantém relação conflituosa com a mãe que a criou, a qual, em âmbito judicial, chegou a declarar não reconhecê-la mais como filha.

### Casamento com João Corrêa de Moraes (2005–2015)
Depois de algum tempo como prostituta, Raquel conheceu seu ex-marido. Após realizarem cerca de sete programas, o empresário João Corrêa de Moraes, a quem ela se referia publicamente como “Pedro” ou “João Paulo”, abandonou a então esposa para viver com Raquel. Ele insistiu para que Bruna Surfistinha deixasse a profissão, mas ela recusou ser sustentada, aceitando casar-se apenas após conquistar independência financeira. Nesse período, ingressou no ramo do empresariado, abriu um sex shop e tornou-se consultora virtual sobre relacionamentos afetivos e boa performance sexual, além de ministrar palestras presenciais sobre empoderamento, autoestima e sexualidade, enfatizando a obtenção de prazer e o autocuidado. Com o passar dos anos, passou a ser convidada para escrever roteiros de programas de televisão, trabalhou como DJ em festas de ricos e famosos e, em seu tempo livre, começou a escrever livros. Foram casados entre 2005 e 2015.
Em 2006, a ex-esposa de João, Samantha Moraes, lançou o livro _Depois do Escorpião: uma História de Amor, Sexo e Traição_ (ed. Seoman), cujo título faz referência ao primeiro livro de Bruna. Em apenas um mês foram vendidos cerca de cinco mil exemplares. Por sua vez, o livro de Surfistinha vendeu mais de 140 mil exemplares em 2006.

### Relacionamento com Xico Santos
Em setembro de 2020, passou a se relacionar com o ator e artista plástico Xico Santos, de quem engravidou após quatro meses de relacionamento. Em 3 de setembro de 2021 nasceram as gêmeas Maria e Elis, esta última em homenagem à cantora Elis Regina.

#### Separação
Em 2023, Raquel anunciou o fim de seu relacionamento com Xico Santos, pai de suas filhas gêmeas Elis e Maria, então com um ano e cinco meses de idade. A separação foi iniciada por Santos, que deixou a residência do casal, e desde então ambos permanecem sem comunicação, em meio a desentendimentos. Pacheco também revelou ter passado por um aborto espontâneo no ano anterior, após uma gravidez não planejada descoberta em agosto. Raquel o denunciou por violência doméstica em março de 2023.
Em maio de 2024, o ator Xico Santos utilizou os stories de sua conta no Instagram para detalhar suas razões para o término do relacionamento. Xico afirmou que a relação foi marcada por brigas constantes, episódios de desequilíbrio emocional e consumo excessivo de álcool por parte de Raquel. Segundo ele, apesar de breves momentos felizes, o relacionamento se tornou insustentável devido à crescente possessividade e ao comportamento controlador associado a um transtorno de personalidade borderline não tratado. Xico admitiu que cogitou buscar ajuda diversas vezes, mas desistiu por receio da exposição pública.
Em outubro de 2024 Xico iniciou um novo relacionamento com Fabíola Bosio, mostrando que ela já conhecia suas filhas gêmeas, Maria e Elis, de três anos. Em uma publicação nas redes sociais em homenagem ao aniversário de Fabíola, Xico declarou seus sentimentos com mensagens afetivas e compartilhou fotos da nova companheira ao lado das crianças. Raquel e Xico voltaram a ser vistos juntos em eventos, como na comemoração do aniversário de 39 anos de Xico e em uma participação especial de Raquel em uma peça teatral do ex-marido em uma casa noturna de São Paulo, ocasião em que ela fez comentários bem-humorados sobre a relação que mantêm.

### Religião
Em 2011, converteu-se a umbanda, revelando que, nesta religião, encontrou seu caminho de cura e evolução espiritual. Em entrevistas revelou ser filha de Obaluaiê com Oxum. Informou que nesse mesmo ano teve um sonho premonitório com o falecimento do pai, e por isso uma amiga a levou a um terreiro, e lá uma entidade confirmou que o mesmo havia falecido, o que a deixou desesperada. Ela ligou para a mãe, que confirmou o falecimento. Isto a deixou abalada, chegando a tentar o suicídio, mas que atualmente conseguiu superar a perda com ajuda da espiritualidade.

## Controvérsias

### Acusação de maus-tratos a animais
Em junho de 2024, foi indiciada pelo Departamento de Polícia de Proteção à Cidadania (DPPC) de São Paulo pelo crime de maus-tratos a animais. A investigação teve início em novembro de 2023, após denúncia realizada pela síndica do prédio onde Pacheco residia, que alertou as autoridades sobre o abandono de uma cadela da raça labrador e três gatos no apartamento da acusada. Ao entrar no imóvel, a Polícia Civil encontrou os animais sem acesso a água e comida, além do local estar repleto de urina e fezes. Ativistas da causa animal, como Luisa Mell, e o deputado Delegado Olim, divulgaram imagens do estado do apartamento nas redes sociais.
Em resposta às acusações, Bruna publicou um vídeo em seu perfil no Instagram, no qual alegou ter sido impedida de entrar no imóvel, situação que, segundo ela, a impossibilitou de cuidar dos animais. No vídeo, gravado inicialmente dentro de um carro, Bruna relata o contexto e apresenta imagens em que tenta, sem sucesso, acessar o apartamento, afirmando que foi proibida de entrar em duas tentativas distintas e que, no terceiro dia, soube que os animais estavam sendo removidos. A defesa de Bruna Surfistinha, representada pelo advogado Luiz Carlos Pileggi Costa, alegou que a cliente estava inadimplente com o aluguel e sofria pressões para desocupar o imóvel, acusando a administração do prédio de utilizar a situação dos animais como pretexto para forçá-la a sair, sem seguir os trâmites legais apropriados. Em uma das gravações, Bruna aparece ao lado da presidente da ONG Promessa Fiel, instituição para a qual a cadela labradora foi levada, manifestando alívio ao verificar pessoalmente as condições do animal.

### Ataques e ameaças de morte
Em julho de 2019, o então presidente da República Jair Bolsonaro assinou um decreto que transferiu o Conselho Superior de Cinema (CSC) do Ministério da Cidadania para a Casa Civil, durante a cerimônia que comemorava os 200 dias de seu governo em Brasília. Durante o ato, Bolsonaro expressou seu descontentamento com o uso de fundos públicos para financiar produções como o filme "Bruna Surfistinha", de 2011, considerava inaceitável o ativismo financiado com recursos públicos.
Pacheco descreve que compreendia o falso moralismo empregado por figuras que se autoproclamam defensoras da "família tradicional brasileira", e ressaltou o orgulho que sente pela trajetória que percorreu. Grávida de gêmeas à época, Bruna lamentou os ataques recebidos nas redes sociais e afirmou que ser mãe representa para ela uma missão de vida e um recomeço. Em resposta pública às críticas do presidente, declarou que Bolsonaro deveria cuidar da moral da própria família, uma frase que acabou sendo amplamente reproduzida pela imprensa. Raquel narra ainda que, após a repercussão do episódio, passou a ser alvo de uma onda intensa de ataques e ameaças de morte por parte de apoiadores de Bolsonaro, sendo chamada de "lixo humano" e "vergonha para o país".

### Condenação do Google por dano moral
Em abril de 2025, a Justiça de Porto Alegre condenou o Google a pagar 10,8 mil salários mínimos, equivalentes a R$ 4,3 milhões, à advogada Deborah Pierini Cidade de Sá, devido à associação indevida de seu nome ao da Bruna Surfistinha em resultados de busca na internet. O juiz Mauro Caum Gonçalves, da 3ª Vara Cível, entendeu que houve dano moral, destacando que a advogada, também psicóloga, casada e mãe de dois filhos, teve sua honra atingida por expressões de baixo calão e vulgaridade. A descoberta ocorreu em 2005, levando a um pedido de liminar para a criação de um filtro, cumprido pela empresa em 24 horas após a intimação. No julgamento do mérito, o magistrado apontou o alcance mundial da lesão e a gravidade do dano, fixando ainda o pagamento das custas processuais e honorários advocatícios de 20% (R$ 876,9 mil). A decisão considerou a condição social da autora e o poder econômico do Google, empresa representada no Brasil pelo escritório Montaury Pimenta Machado e Lioce, contra o qual foi movida a ação, ainda sujeita a recurso.